# Ozeaneum Stralsund
Das Ozeaneum in Stralsund ist ein zur Stiftung Deutsches Meeresmuseum gehörendes Naturkundemuseum mit dem Schwerpunkt Meer.
Parallel zu den Ausstellungen und Aquarien des zweiten Stralsunder Standortes – das Meeresmuseum in der ehemaligen Katharinenkirche – werden im Ozeaneum auf der Hafeninsel auf 8.700 m² Ausstellungsfläche mehrere Ausstellungen gezeigt und in den Aquarien verschiedene Wasser- und Lebenswelten aus Ostsee, Nordsee und Nordatlantik präsentiert. Das größte Aquarium fasst 2,6 Millionen Liter Wasser.
Das Museum wurde im Jahr 2010 als Europäisches Museum des Jahres ausgezeichnet. Von der Eröffnung im Juli 2008 bis September 2022 wurden acht Millionen Besucher gezählt.

## Ausstellungen
Das Ozeaneum veranschaulicht in den verschiedenen Ausstellungen „Weltmeer - Vielfalt des Lebens“, „Ostsee - Das Meer in unserer Mitte“, „Erforschung und Nutzung der Meere“ und „1:1 Riesen der Meere“ die Besonderheiten der Meere vor unserer Haustüre. Ergänzt werden diese durch die Aquarien sowie einen Bereich für Kinder.

### Weltmeer – Vielfalt des Lebens
Die Ausstellung „Weltmeer - Vielfalt des Lebens“ ist die erste Station auf dem Rundgang durch das Ozeaneum. Das Deutsche Meeresmuseum widmete diese Ausstellung dem Thema Biodiversität der Meere. Wandelemente informieren über die physikalischen und chemischen Eigenschaften des Wassers verschiedener Meere, über die Gezeiten und über Wind und Wellen. Die geologische Entwicklung der Meere, der globale Wasserkreislauf, die gegenseitige Beeinflussung von Ozeanen und Erdatmosphäre, die Globale Erwärmung oder auch das Phänomen El Niño sind weitere Themengebiete, zu denen Informationen geboten werden.
Ein Tiefseeangler, Tierfossilien, Schnecken- und Muschelschalen, Alkenvögel, barschartige Fische, lebende Fossilien, Teile der biologischen Sammlungen des Deutschen Meeresmuseums von Algen, Korallen, Muscheln, Schnecken, Krebstiere, Fischen, Seevögeln und Meeressäugern sind weitere Bestandteile der Ausstellung.

### Ostsee – Das Meer in unserer Mitte
Die Ausstellung „Ostsee - Das Meer in unserer Mitte“ ist dem Leben in der Ostsee gewidmet. Sie wird von der Deutschen Bundesstiftung Umwelt gefördert.
Ein Ostseerelief stellt die Tiefen des Brackwassermeeres dar. Gefährdungspotentiale wie Umweltverschmutzung, Schiffsverkehr und Pipelinewege werden an einem interaktiven Schautisch mit den bestehenden Schutzgebieten und Nationalparks verglichen. Die Entstehung der Ostsee wird ebenso dargestellt wie die Lebensräume und diversen Lebensformen.
Modelle der drei in der Ostsee heimischen Robbenarten (Seehund, Kegelrobbe, Ringelrobbe) sowie Seeadler, Watvögel, Enten, Gänse, Möwen und Reiher sind in ihrem natürlichen Umfeld dargestellt.

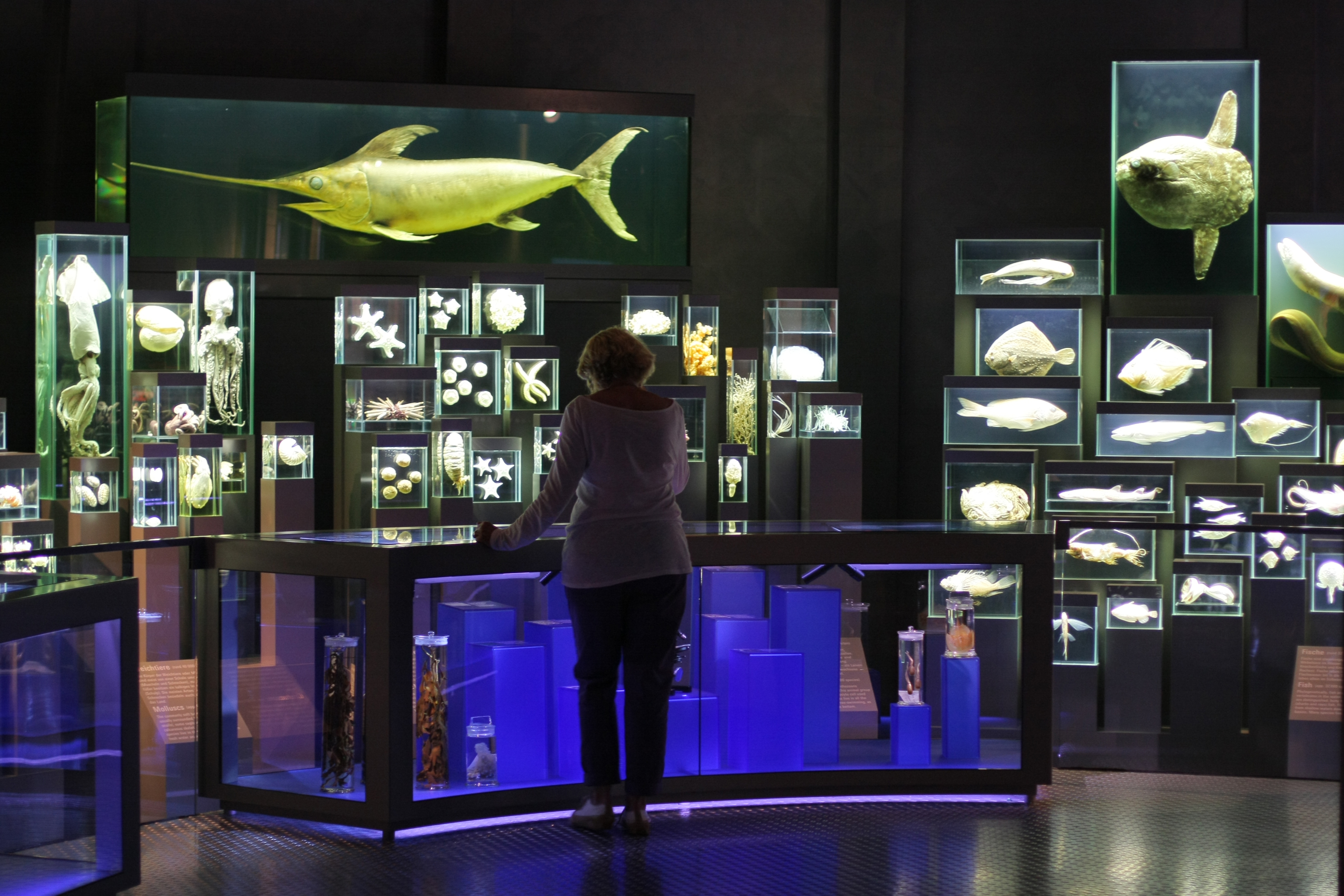
Exponate in der Ausstellung Erforschung und Nutzung der Meere

### Erforschung und Nutzung der Meere
Die Ausstellung „Erforschung und Nutzung der Meere“ zeigt, wie aufwändig die Meeresforschung ist und wie sich Überfischung, Umweltverschmutzung und Schifffahrt auf die Meere auswirken.
Technische Ausstattung wird gezeigt, so ein Tiefseelander und weitere Geräte; von 2008 bis Januar 2016 auch das erste bemannte deutsche Forschungstauchboot, die GEO. Zu sehen sind auch Modelle einiger derzeit im Einsatz befindlicher deutscher Forschungsschiffe im Maßstab 1:50, wie Maria S. Merian, Sonne, Meteor und Polarstern. Auch historische Tauchhelme, Kranzwasserschöpfer, Planktonnetz, Mesokosmos und Sedimentfalle, Modelle von Satelliten und Forschungstauchbooten gehören zur Ausstellung, deren leicht geneigter Boden im Zusammenspiel mit den mit einer Reling abgegrenzten Ausstellungsflächen an den Wänden den Besuchern den Eindruck geben soll, an Deck eines Forschungsschiffes auf See zu sein.
65 Schaugläser mit Präparaten, dabei ein drei Meter langer, im Jahr 2007 vor der Insel Rügen gestrandeter Schwertfisch sowie ein präparierter Eisbär, zeigen die Vielfalt des Lebens unter und im Wasser.
Ein Fischerei-Simulationsspiel gehört ebenso zu dieser Ausstellung wie ein kleiner Filmvorführungsraum, in dem eine virtuelle zehnminütige Tauchfahrt aus der Sicht im Tauchboot gezeigt wird.
Das Konzept für diese Ausstellung wurde gemeinsam mit anderen im Konsortium Deutsche Meeresforschung (KDM) vertretenen Einrichtungen entwickelt. Der World Wide Fund for Nature (WWF), die Wasser- und Schifffahrtsverwaltung des Bundes (WSV), das Bundesamt für Seeschifffahrt und Hydrographie waren am Aufbau beteiligt. Unterstützung gab es zudem vom Bundesministerium für Bildung und Forschung (BMBF) sowie von der Offshore-Stiftung, dem Wind Energy Network Rostock e. V. und mehreren Reedereien.

### Meer für Kinder

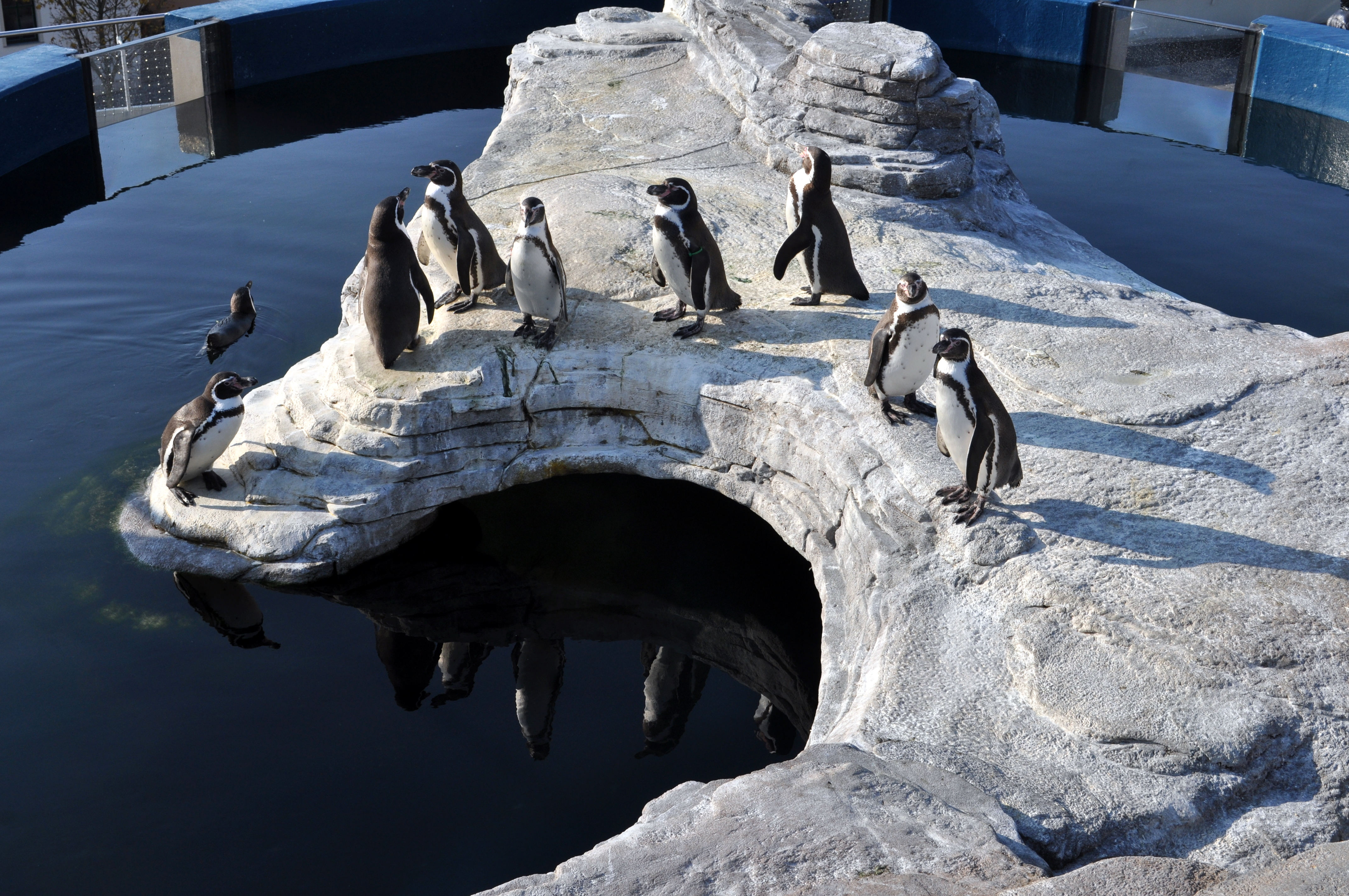
Humboldtpinguine im Ozeaneum (2010)

Im Bereich „Meer für Kinder“, der sich vor allem an Kinder im Alter von sechs bis zwölf Jahren richtet, bietet sich die Möglichkeit, das Thema Meer spielerisch zu erkunden. Eine 40 Meter lange Wandbemalung mit Küstenmotiven und die passenden Spielgeräte lassen den Eindruck einer begehbaren Dünenlandschaft entstehen. Auf dem Kletterleuchtturm kann genauso wie auf den naturalistischen Steinfiguren des Rügener Künstlers Mile Prerad nach Herzenslust geklettert, getobt und gerutscht werden. Strandkörbe laden zum Entspannen und Beobachten der spielenden Kinder ein. Eine Hörstation bringt den Kindern das Lautspektrum von verschiedenen Seevögeln der Ostseeregion nahe. Der Außenbereich mit seiner überdimensionalen Seegraswiese ist als Spielplatz gestaltet. Seit Juli 2010 können hier zudem Humboldt-Pinguine beobachtet werden, davon einige Jungtiere, die in den letzten Jahren im Ozeaneum geschlüpft sind.

### 1:1 Riesen der Meere

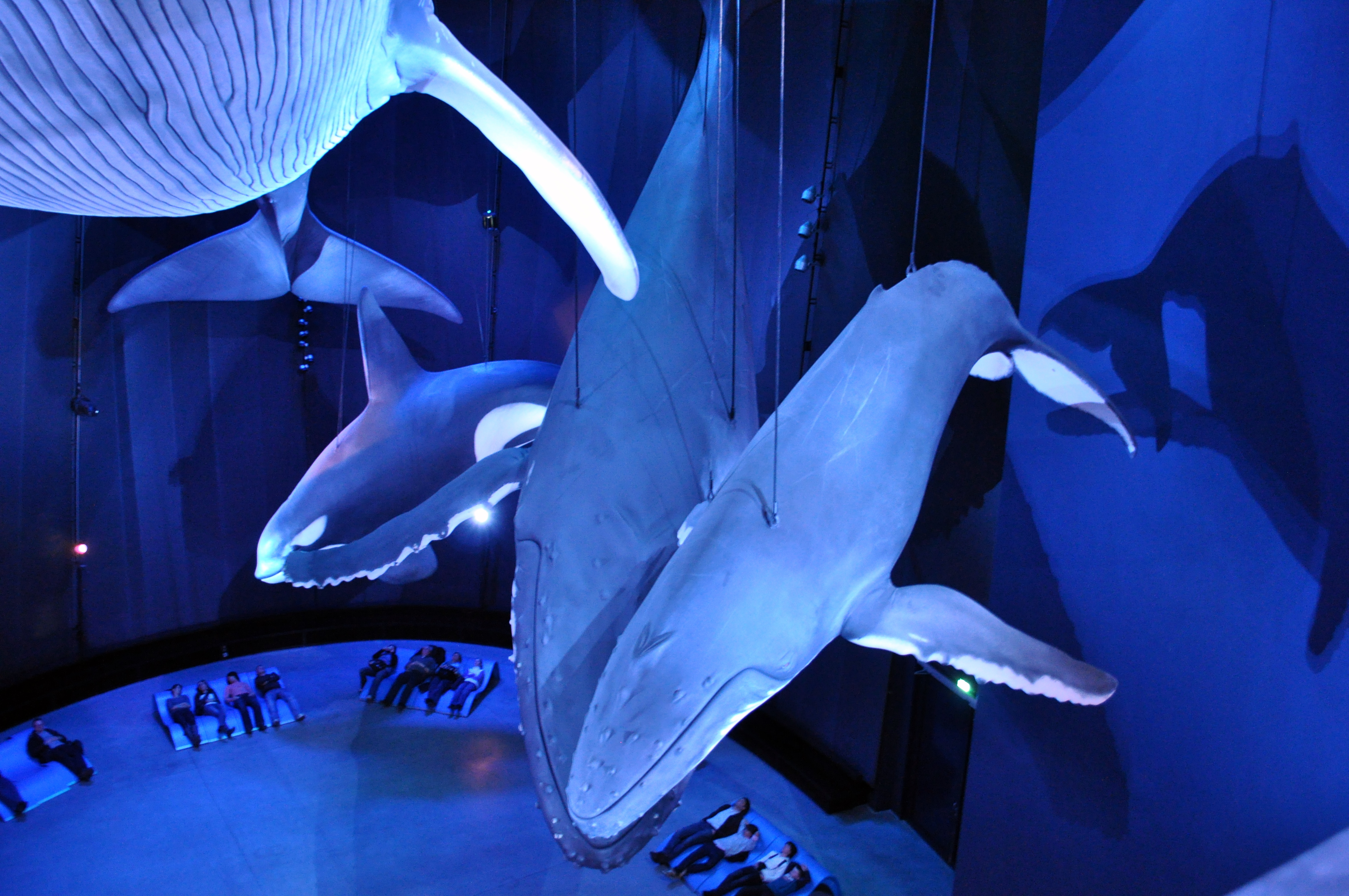
Walmodelle im Ozeaneum (2010)

Die Ausstellung „1:1 Riesen der Meere“ wurde in Zusammenarbeit mit der Organisation Greenpeace entwickelt und umgesetzt. In einem etwa 20 Meter hohen und 30 Meter langen Raum werden Wale in ihrer originalen Größe gezeigt. Die Modelle wurden aus Kunststoffen modelliert und dann lebensecht koloriert. Zur Ausstellung gehören ein 26 Meter großer Blauwal, ein 16 Meter großes Buckelwalweibchen mit einem fünf Meter großen Jungtier, ein zehn Meter großer Schwertwal, ein 15 Meter großer Pottwal im Kampf mit einem Riesenkalmar sowie ein Belugawalweibchen mit Kalb.
Eine Multimedia-Inszenierung stellt die Walarten mit ihren Gesängen und Lauten vor und zeigt die Bedrohungen für diese Tiere. Liegen laden die Besucher dabei ein, diese Vorführung zu erleben.
Auf den zur Ausstellungshalle offenen drei Etagen des Galerieraumes werden Informationen zu den „Riesen der Meere“ gezeigt sowie über Riesenkalmare, Krebstiere und Muscheln.
Diese Ausstellung bildet das Ende des Rundgangs.

### Sonderausstellungen
Die Sonderausstellungen begleiten thematisch die Dauerausstellungen. Ab Juli 2010 wurden sieben Werke von Anne Langert gezeigt – auf Alu-Dibond gebrachte, nachträglich grafisch bearbeitete Fotografien aus der Bauphase des Ozeaneums. Zudem wurde zeitweise die Foto-Ausstellung „Kyma-Welle“ des Fotografen Peter-Paul Reinmuth gezeigt. Im Jahr 2021 wurde eine Fotoausstellung zur MOSAiC-Expedition eröffnet, die Aufnahmen von Esther Horvath und anderen Fotografen von einer Expedition mit dem Forschungsschiff POLARSTERN in die zentrale Arktis zeigen.

## Aquarien

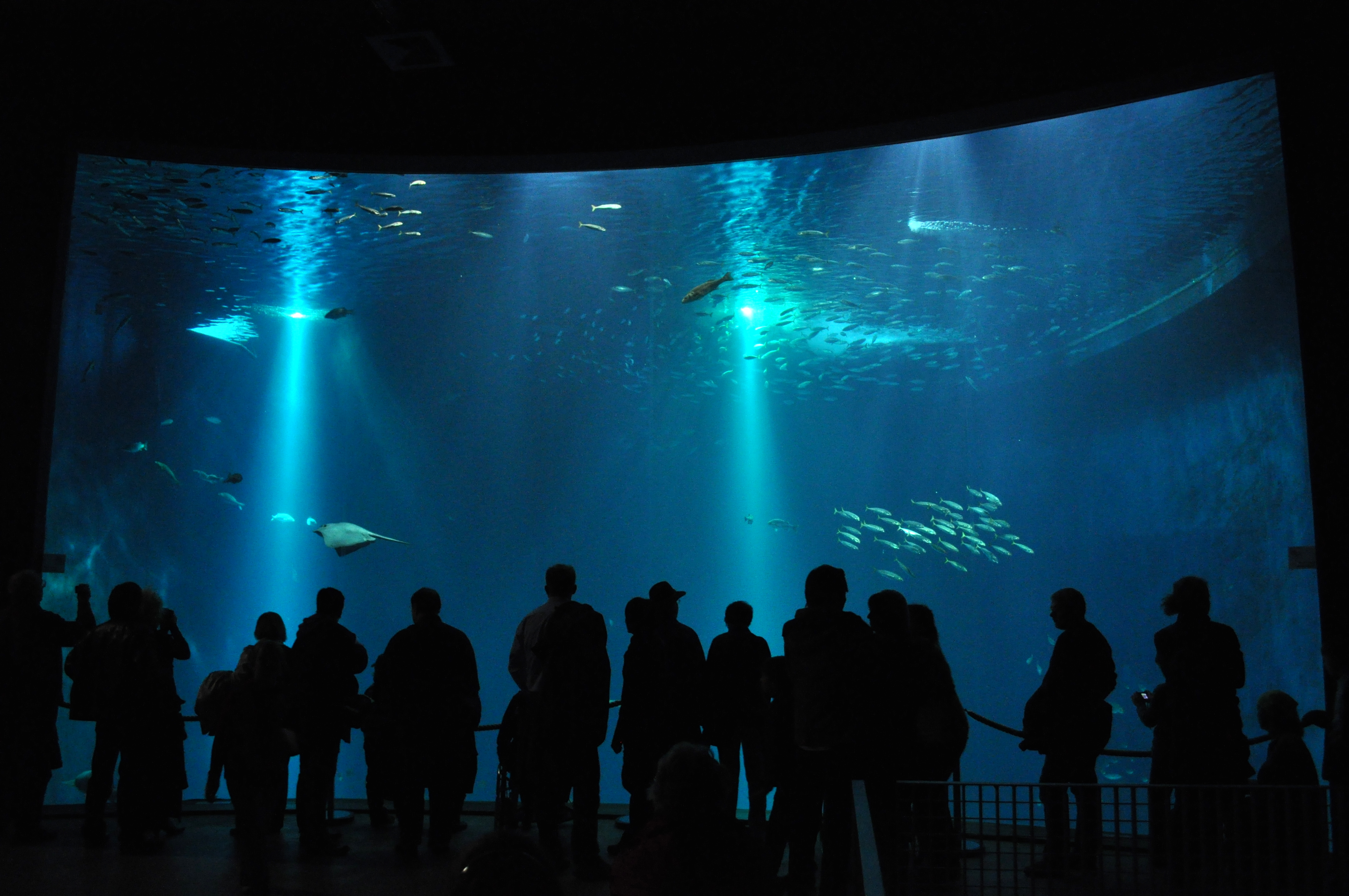
Aquarium „Offener Atlantik“ im Ozeaneum, obere Etage

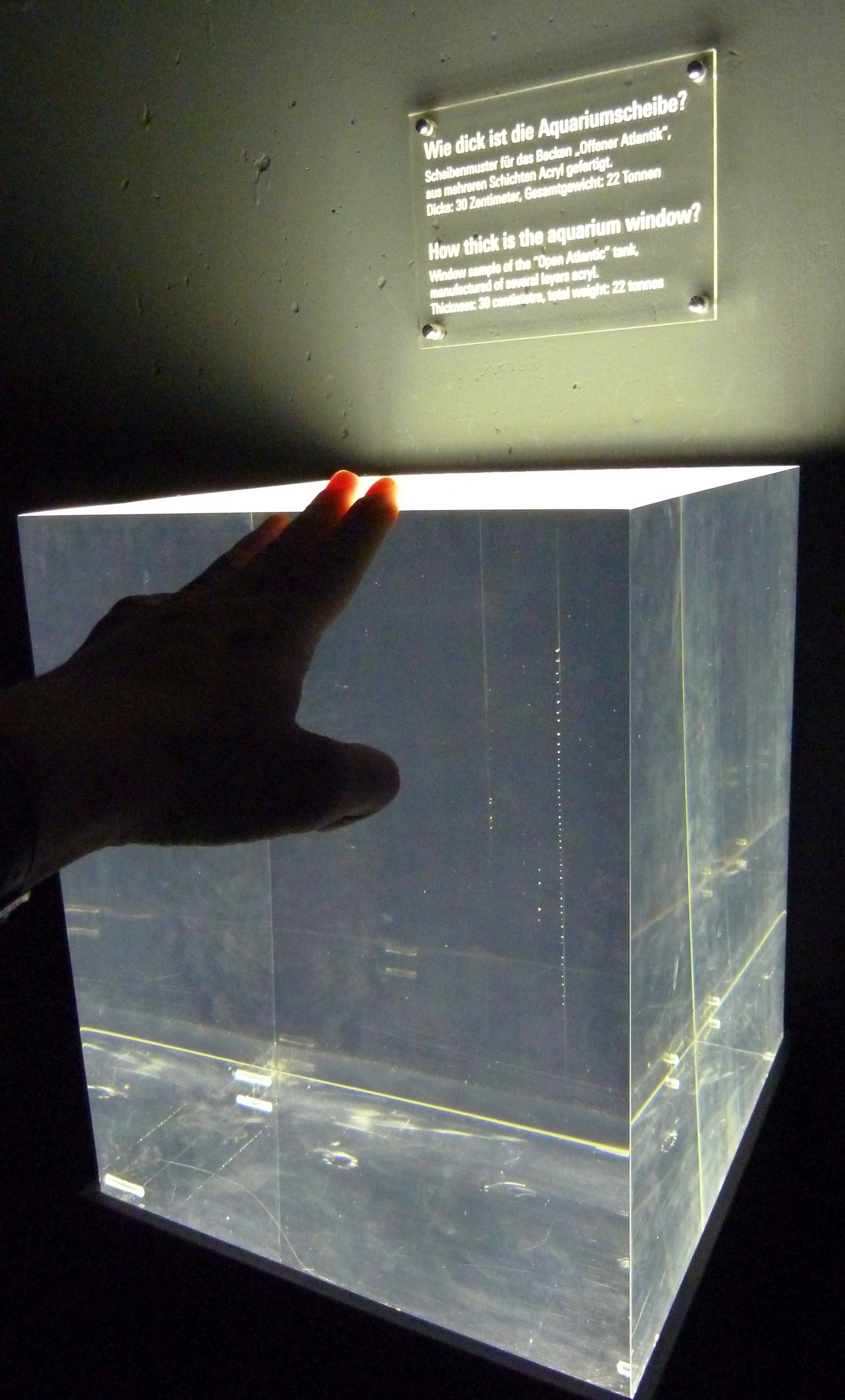
30 Zentimeter dicke Acrylglasscheibe des Beckens „Offener Atlantik“

Die Aquarien im Ozeaneum führen die Museumsgäste vom Stralsunder Hafenbecken über die Ostsee und Nordsee bis in den offenen Atlantik. Gezeigt werden die marinen Lebensräume vom Bodden bis zum Atlantischen Ozean. Das größte Becken mit einer Grundfläche von 300 m² und einer geschwungenen, 10 m × 5 m großen und 30 cm dicken Panoramascheibe aus Acryl fasst 2,6 Millionen Liter Wasser. Die anderen Aquarien fassen bis zu 200.000 Liter Wasser und sind zwischen zwei und vier Metern tief, die kleineren Becken fassen mehrere hundert Liter Wasser.
Unter den Steinstrukturen in den Aquarien befinden sich Kunststoffgerüste, die die Firma Pangea Rocks lieferte. Die Gerüste wurden mit Netzgeweben überzogen und dann mit Leichtbeton ausgestaltet und mit Silikatfarben angemalt. Viele der Pflanzen in den Becken sind künstlich, so zum Beispiel eine Seegraswiese und bis zu zwei Meter große Algen.
In allen Aquarien werden auch Schaufütterungen vorgenommen.

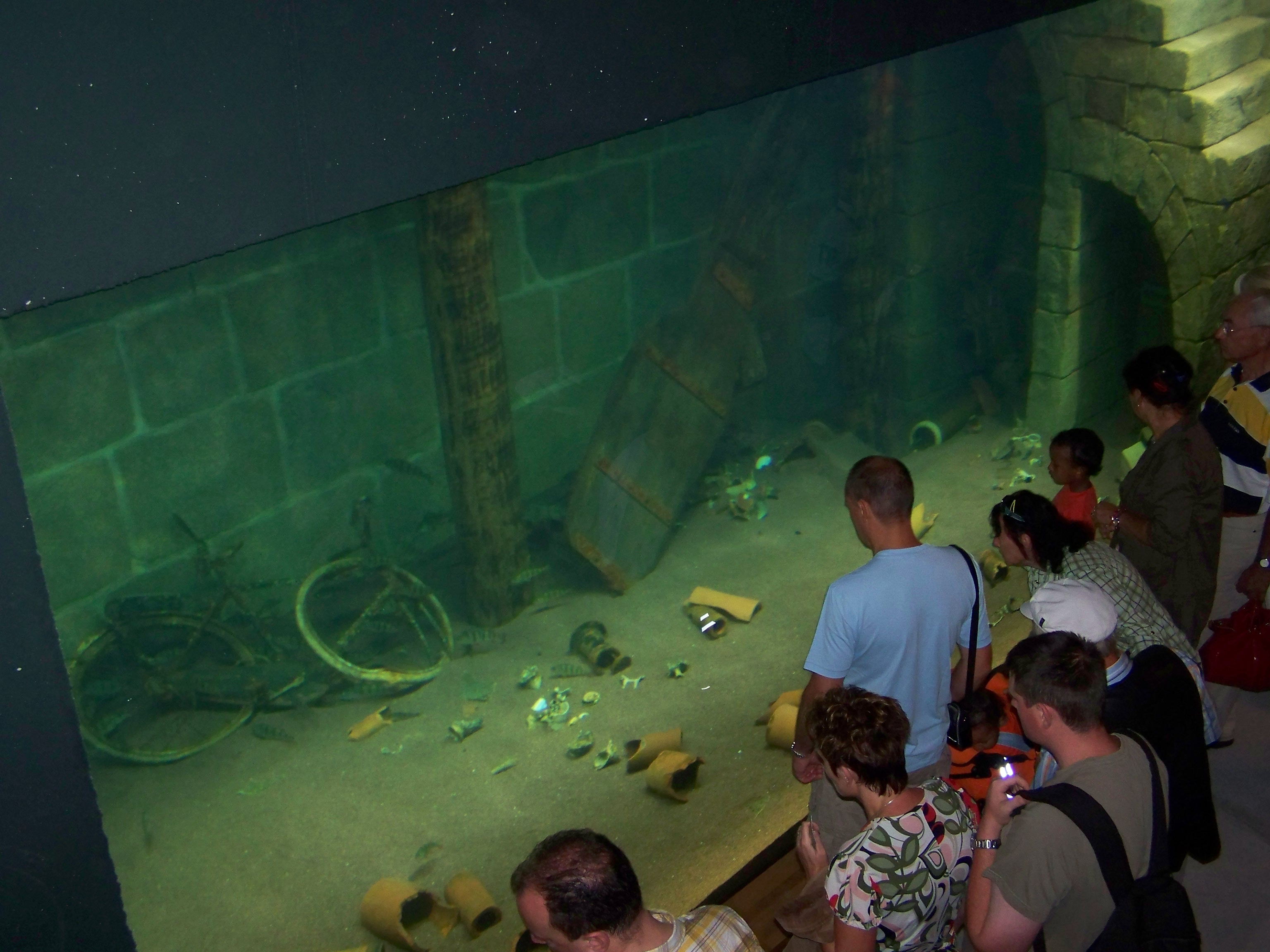
Aquarium „Stralsunder Hafenbecken“

### Ostsee-Aquarium
Die Aquarien mit dem Thema Ostsee sind der Beginn der Reise durch die marinen Lebenswelten.
Das Aquarium „Stralsunder Hafenbecken“ ist zunächst von oben einsehbar; über die Treppe erreicht man alle weiteren Aquarien dieses Themenbereichs. Flussbarsche und Flussaale schwimmen neben anderen typischen Bewohnern des nur wenige Meter entfernten Hafens der Stadt Stralsund, wie Plötzen und Rotfedern. Das Becken fasst 126.000 Liter Wasser mit einem Salzgehalt von 5 g/l und einer Temperatur von 12 °C. Auf einer Grundfläche von 34,9 m² beträgt der Wasserstand 3,60 Meter. Die Scheibe des Beckens misst 5,90 m × 2,95 m, ist 17,3 cm dick und wiegt 4,1 t. Es enthält auch ein 1982 im Hafenbecken gefundenes verrostetes Fahrrad und einen rostigen Einkaufswagen.
Das Becken zum Thema „Greifswalder Bodden“ beherbergt Flundern, Hechte, Quappe sowie Zander und Strandkrabben. Das Aquarium enthält 47.500 Liter Wasser mit einem Salzgehalt von 5 g/l und einer Temperatur von 12 °C. Auf einer Grundfläche von 19 m² beträgt der Wasserstand 2,50 Meter. Die Scheibe des Beckens misst 4,65 m × 2,40 m, ist 11,9 cm dick und wiegt 1,9 t.
In der „Seegraswiese“ schwimmen unterschiedliche Stichlings- und Garnelenarten, Seesterne und Krabben.
Im Aquarium „Kreideküste“ sind Dorsche, Hornhechte und Plattfische zu sehen. Zwei Aquarien mit jeweils 150 Litern Wasser zeigen zudem Ostseegarnelen und Grasnadeln. Das Aquarium enthält 100.000 Liter Wasser mit einem Salzgehalt von 15 g/l und einer Temperatur von 9 °C. Auf einer Grundfläche von 30 m² beträgt der Wasserstand 3,35 Meter. Die Scheibe des Beckens misst 4,10 m × 2,95 m, ist 13,7 cm dick und wiegt 2,4 t.
Das Schaubecken „Schärenmeer“ zeigt die Bewohner dieses Lebensbereiches, wie Seehasen, Ostseeschnäpel, Aalmuttern und Seeskorpionen. Das Aquarium enthält 17.000 Liter Wasser mit einem Salzgehalt von 5 g/l und einer Temperatur von 12 °C. Auf einer Grundfläche von 68,9 m² beträgt der Wasserstand 2,50 Meter. Die Scheibe des Beckens misst 4,18 m × 2,35 m, ist 8,4 cm dick und wiegt 1,3 t.
Im Aquarium „Flussmündung“ schwimmen Störe und ein über 40 Jahre alter Waxdick, der zuvor schon im Deutschen Meeresmuseum gezeigt wurde. Zudem sind Flussaale, Flundern, Saiblinge und große Forellen zu sehen. Das Aquarium wird 64.500 Liter Wasser mit einem Salzgehalt von 15 g/l und einer Temperatur von 9 °C enthalten. Auf einer Grundfläche von 25,8 m² beträgt der Wasserstand dann 2,50 Meter. Die Scheibe des Beckens misst 7,00 m × 2,30 m, ist 6 cm dick und wiegt 1,6 t.
Das große „Kattegataquarium“ bietet eine acht Meter lange Felskulisse. Seesterne, Seedahlien und Kraken werden gezeigt. Das Aquarium enthält 43.000 Liter Wasser mit einem Salzgehalt von 25 g/l und einer Temperatur von 12 °C. Auf einer Grundfläche von 13,6 m² beträgt der Wasserstand 2,40 Meter. Die Scheibe des Beckens misst 5,90 × 2,30 Meter, ist 11,7 Zentimeter dick und wiegt 2,3 Tonnen.

### Nordsee-Nordatlantik-Aquarium
Die zweite Station der Aquarien-Rundreise ist das Nordsee-Nordatlantik-Aquarium.
Im „Wattenmeer“ sind Petermännchen und Plattfische zu sehen. In einem drei Meter langen Becken sowie zahlreichen kleineren Einzelbecken wird das Wattenmeer nachgestellt. Die Gezeiten werden hier im Aquarium im Abstand von zehn Minuten imitiert, dabei wird das Wasser zwischen zwei Becken hin und her gepumpt und mit weiteren Pumpen eine Strömung ähnlich der Gezeitenströmung erzeugt.
In Kleinbecken werden Drachenköpfe und Seepferdchen gezeigt.
Im Aquarium „Helgoland“, einem als Tunnel ausgeführten Becken, schwimmen zwischen den charakteristischen roten Felsen Pollacks, Katzenhaie und Lippfische. In diesem Tunnelaquarium werden auch Veranstaltungen außerhalb der Öffnungszeiten, wie Dinners, angeboten.
Im „Brandungsbecken“ wird jede Minute einmal eine große Welle erzeugt.
Das Aquarium „Schottische Küstenhöhle“ ist von Tieren wie den Europäischen Langusten und der Tote Mannshand besiedelt, die in den nördlichen Meeren auf felsigen Untergründen leben.
Das größte Aquarium ist das Becken „Offener Atlantik“, das sich in zwei Ebenen betrachten lässt. Das neun Meter hohe Aquarium hat einen Durchmesser von 17 Metern. Ein Makrelenschwarm, verschiedene Rochenarten und Bonitos sowie ein Sandtigerhai leben in diesem Becken.

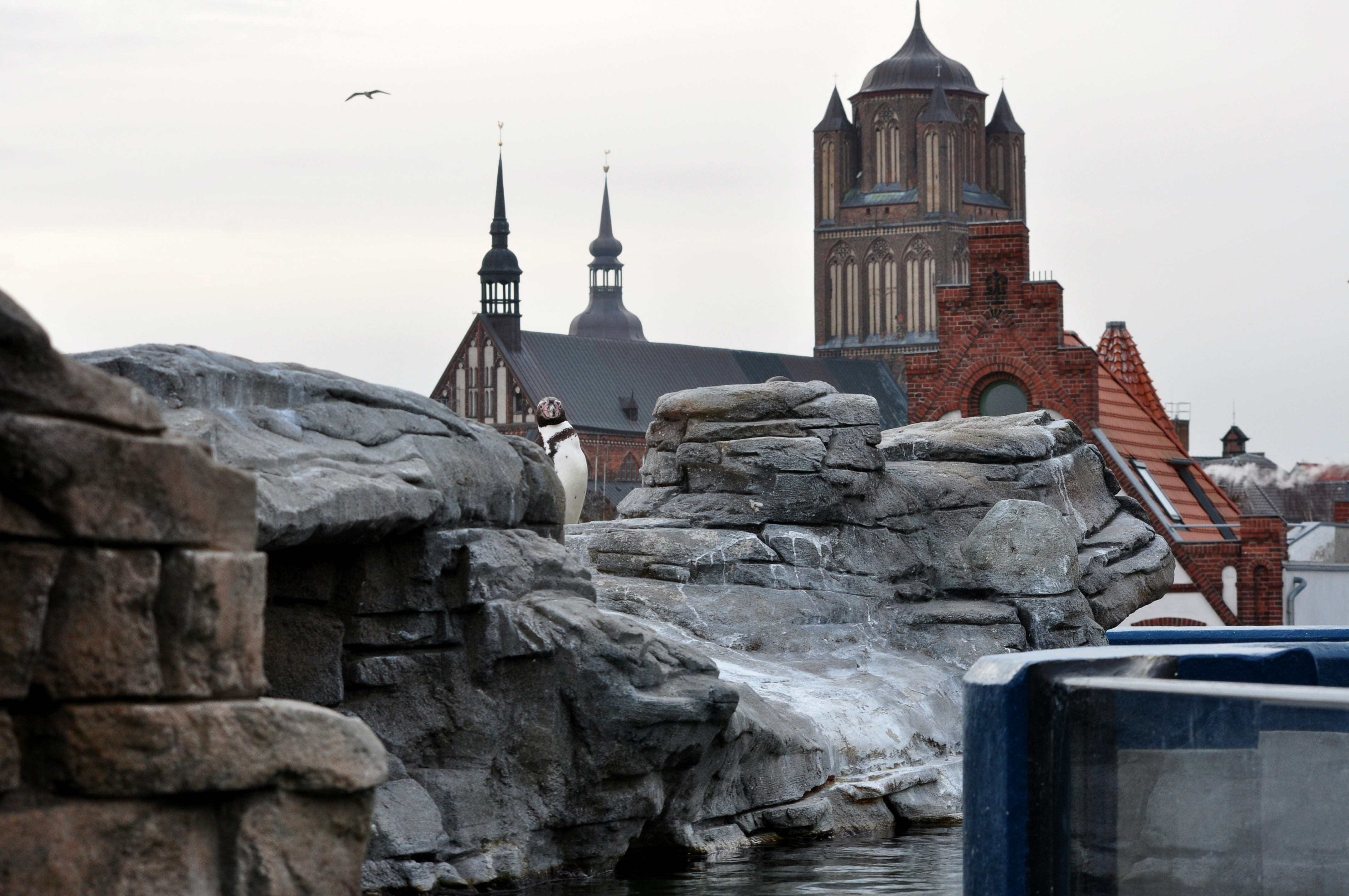
Pinguin-Anlage im Ozeaneum

### Pinguin-Anlage
In der im Jahr 2010 eröffneten Pinguin-Anlage auf der Dachterrasse des Ozeaneums können Humboldt-Pinguine in einem 120.000 Liter fassenden Unterwasserbereich beobachtet werden. Sie stammen aus Nachzuchten und sind in Zoos in Mecklenburg-Vorpommern aufgewachsen; im Ozeaneum schlüpften in den Jahren 2011 und 2012 zwei, im Jahr 2023 ein und im Jahr 2025 zwei Pinguinküken. Eine Patenschaft für Humboldt-Pinguin Alexandra übernahm im Jahr 2011 die damalige Bundeskanzlerin Angela Merkel.

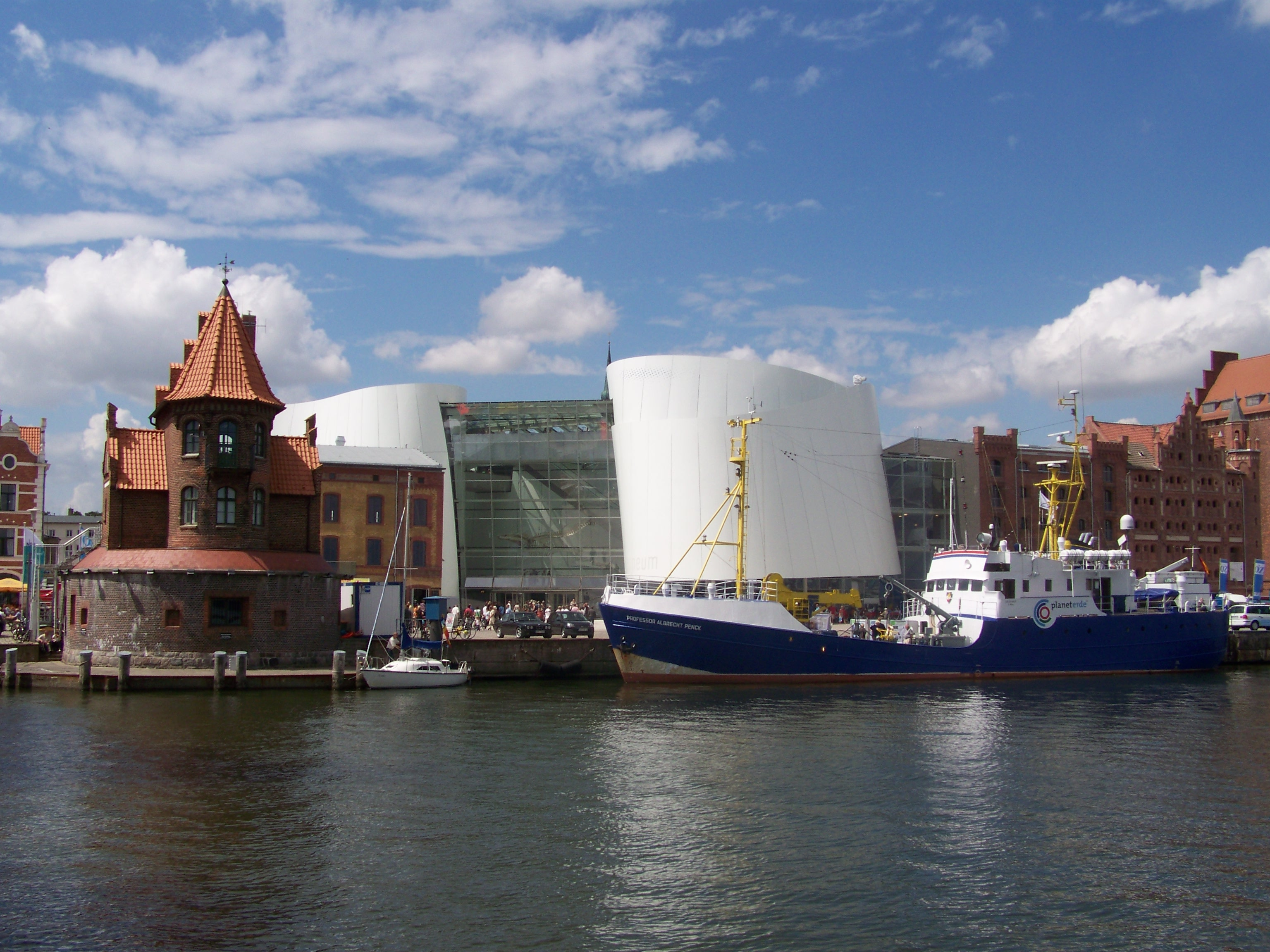
Ansicht vom Hafen

## Gebäude
Der Entwurf für das neue Museum stammt von den Architekten Elke Reichel und Peter Schlaier des Stuttgarter Architekturbüros Behnisch, Behnisch & Partner. Der barrierefreie Bau, der sich architektonisch in das Gesamtbild des Stralsunder Hafens einfügen musste, um den Status der Stralsunder Altstadt als UNESCO-Welterbe mit dem Titel „Historische Altstädte Stralsund und Wismar“ nicht zu gefährden, wurde kleinteilig angelegt. Die vier Gebäudekomplexe symbolisieren vom Meerwasser umspülte Steine.
Im Gebäudeteil 1 befinden sich das Familienrestaurant und die Ausstellungen „Weltmeer - Die Vielfalt des Lebens“, „Die Ostsee“ sowie „Erforschung und Nutzung der Meere“, im Gebäudeteil 2 das Ostseeaquarium, im Gebäudeteil 3 das Nordseeaquarium mit Schwarmfischbecken und die Ausstellung „Ein Meer für Kinder“ und im Gebäude 4 die Ausstellung „1:1 - Riesen der Meere“. Die historischen Speicher beherbergen weitere Gastronomie, die pädagogische Abteilung und ein Kongresszentrum.
Die Firma Hydro Sight übernahm zusammen mit Reynolds Polymer den Auftrag, die über 30 Aquarienfenster herzustellen und zu installieren. Als besondere Herausforderung galt das sogenannte Krypta-Fenster, das über eine Breite von 13 m in das größte Becken „Offener Atlantik“ blickt.
Die Gesamtkosten für den Bau wurden zunächst mit ca. 50 Millionen Euro beziffert, wobei sich der Bund mit 25, das Land Mecklenburg-Vorpommern mit 12,5, die Stiftung Deutsches Meeresmuseum mit 7,4 und die Hansestadt Stralsund mit 5,1 Millionen Euro beteiligen sollten. Im Dezember 2007, nach 15 Monaten Bauzeit, wurden die Baukosten bereits mit rund 60 Millionen Euro angegeben, was vor allem auf gestiegene Stahl- und Glaspreise zurückzuführen war.

## Technik

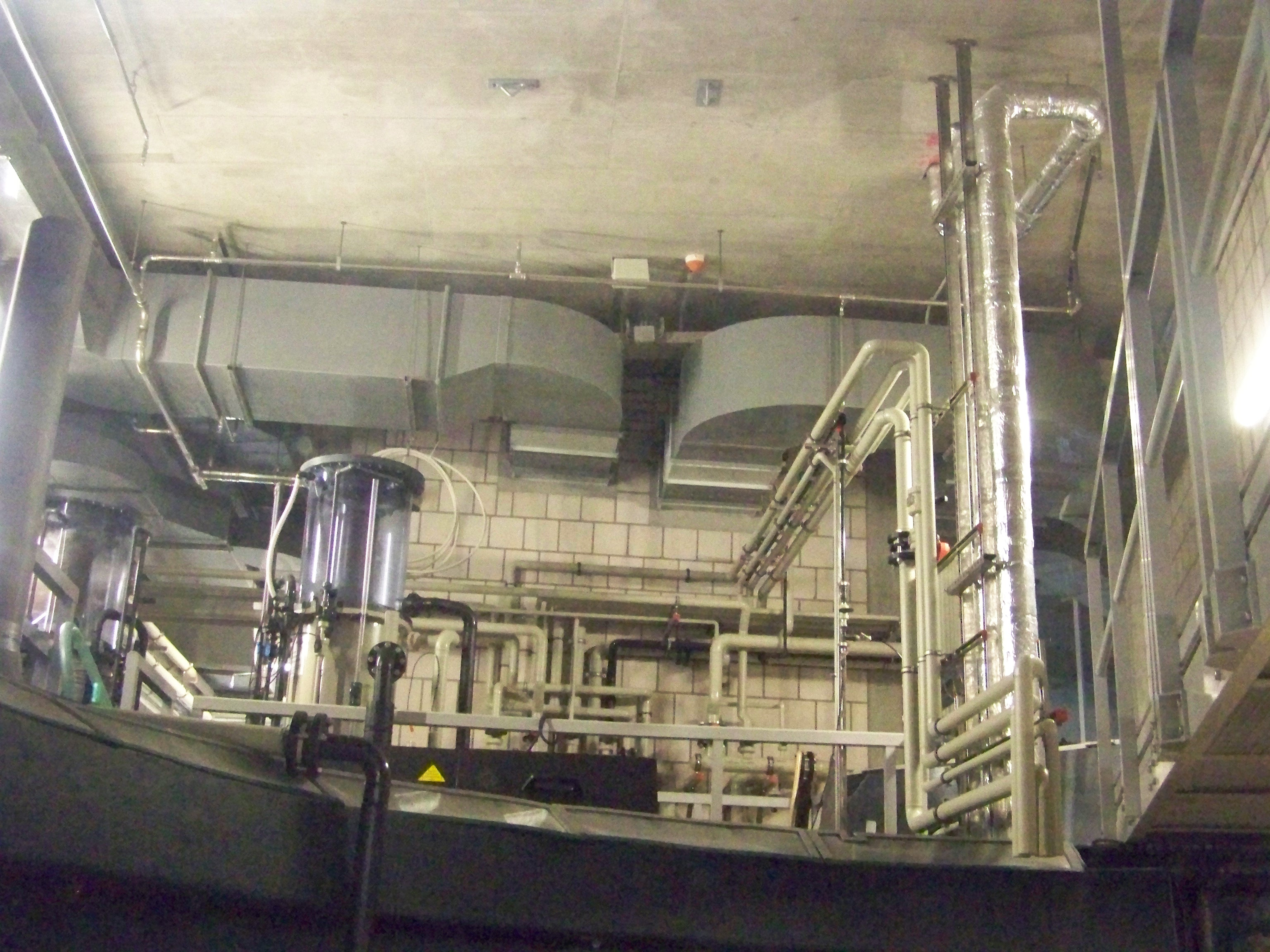
Blick auf die Versorgungstechnik des Aquariums „Flussmündung“

Insgesamt sind die Rohrleitungen für Wasser, Kühlmittel, Sauerstoff, Ozon, Kohlendioxid und anderes mehr als zehn Kilometer lang. Diese Länge wird noch um einiges durch die Länge der verlegten Stromkabel übertroffen.

### Strom
Der Betrieb des Ozeaneums verbraucht so viel Energie wie beispielsweise die Stadt Sassnitz. Das Ozeaneum wird mit Ökostrom versorgt.

### Wasser
Das Wasser in den Becken weist unterschiedliche Salzgehalte auf. Für die Schaubecken werden insgesamt rund 4000 Kubikmeter Wasser benötigt, zudem werden rund 6000 Kubikmeter Wasser als Ersatz in Vorratstanks bereitgehalten. Dieses Wasser wird bei Verunreinigungen oder Sauerstoffmangel in den Schaubecken verwendet. Bei störungsfreiem Betrieb wird das Wasser im Jahr etwa einmal komplett ausgetauscht.
Die Bereitstellung von Salzwasser kann auf zwei Wegen erfolgen: Wird Leitungswasser mit Salz angereichert, würden pro Jahr im Ozeaneum rund 210 Tonnen Salz benötigt. Geplant ist allerdings, im Ballastwassertank von Frachtern oder im Wassertank des Mehrzweckschiffes Arkona salzhaltiges Meerwasser anzuliefern, das dann noch mit Salz angereichert wird. Hierfür würden pro Jahr rund 150 Tonnen Salz benötigt.
Die Filteranlagen beinhalten ca. 350 Kubikmeter Biofiltermaterial. Diese bestehen aus porösen Kunststoffpellets, in denen Mikroorganismen siedeln; Fischgifte wie Ammoniak und Nitrit werden hier in ungefährliche Verbindungen zerlegt. Auch Sandfilter, Siebtrommelfilter, Eiweißabschäumer, UV-Entkeimer, Wasserenthärter und Osmoseanlagen sorgen für die Reinigung des Aquarienwassers.

### Kühlung
Das Wasser in den Becken, in denen Temperaturen zwischen 0 °C und 12 °C herrschen, muss permanent gekühlt werden. Dafür wird rund ein Megawatt Kühlleistung benötigt. Zwei von den Stadtwerken Stralsund im benachbarten Türmchenspeicher betriebene Kältemaschinen kühlen Wasser auf sechs Grad ab, das dann in den Kühlkreislauf gepumpt wird. Eine zusätzliche Kühlanlage sorgt für das 0 Grad kalte Wasser im Polaraquarium.

### Messtechnik
In den Aquarien liefern hunderte Messfühler wichtige Daten über pH-Wert, Temperatur und Fließgeschwindigkeit des Wassers. Die Firma Siemens stellt die Anlagen für die Gebäudeautomation. Die an 15.000 Datenpunkten erfassten Werte werden zentral ausgewertet.

## Geschichte

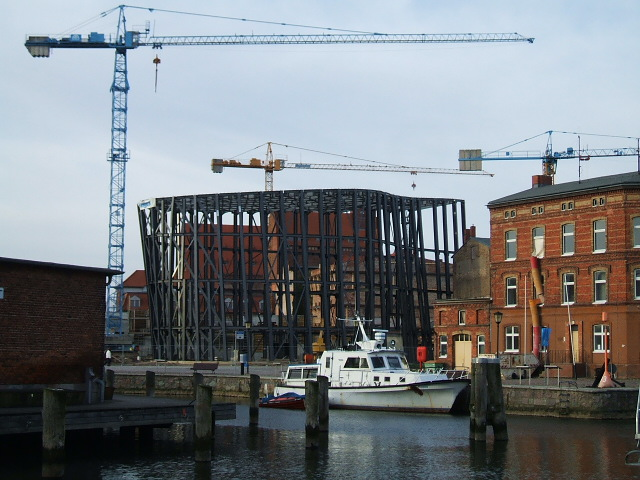
Baustelle des Ozeaneums im März 2007

Die Idee, das Meeresmuseum weiterzuentwickeln, entstand im Jahr 1998, da das meistbesuchte Museum Norddeutschlands in der ehemaligen Katharinenkirche an seine räumlichen Grenzen gestoßen war. Unter der Leitung des Museumschefs Harald Benke wurde die Idee eines Ozeanariums mit gläsernen Tunneln, einer Robbenanlage und weiteren Ausstellungen entwickelt. Mit Unterstützung der Stadtverwaltung unter dem Oberbürgermeister Harald Lastovka wurde die Idee weiter getragen. Am 1. August 2002 informierte sich Bundeskanzler Gerhard Schröder in Stralsund über das Vorhaben und versicherte, dass „sich der Bund einem solchen tollen Vorhaben nicht verschließen“ werde. Im Februar 2003 erfolgte die Zusage der finanziellen Mittel durch den Bund. Im Juni 2003 hatte die Stralsunder Bürgerschaft das Bebauungsplanverfahren für das Ozeaneum eingeleitet, das am 23. Juni 2005 mit dem einstimmigen Beschluss der Satzung durch die Bürgerschaft erfolgreich abgeschlossen wurde. Am 6. September 2005 erfolgte im Beisein des Ministerpräsidenten Mecklenburg-Vorpommerns, Harald Ringstorff (SPD), der erste Spatenstich. Am 24. November 2005 begannen die Bauarbeiten auf dem Areal mit dem Setzen von Pfahlgründungen im Verdrängungsverfahren. Am 15. September 2006 erfolgte die Grundsteinlegung, u. a. im Beisein von Bundeskanzlerin Angela Merkel, Ministerpräsident Harald Ringstorff und Stralsunds Oberbürgermeister Harald Lastovka.
Das Projekt Meereswelten vermittelte bis Ende Oktober 2006 auf der Hafeninsel in einer Traglufthalle bereits einen kleinen Einblick in die Welt der Ozeane. Die „Halbkugel“ wurde im November 2006 abgebaut und die Ausstellung als Wanderausstellung durch Deutschland geschickt. Im Kanonenschuppen auf der Kronlastadie wurden Modelle, Pläne und Informationen rund um den Bau des Ozeaneums geboten. Die Tourismuszentrale Stralsund bot Führungen zum Bau und zur weiteren Hafenentwicklung an. Im Sommer 2007 gab es erste öffentliche Führungen zur Baustelle, und am 23. Juni 2007 fand am Ozeaneum der Bundesauftakt zum Tag der Architektur statt. In den USA angefertigte großformatige Aquarienscheiben wurden im Juli 2007 mittels Kränen in das Gebäude eingehoben. Auf die gleiche Weise wurde auch Deutschlands längste freitragende Fahrtreppe eingesetzt. Die Außenverkleidung ist mit weiß gestrichenen Stahlblechen gestaltet. Mit der Gründung der Ozeaneum Stralsund GmbH am 6. September 2007 übernahmen der Direktor Harald Benke und Markus J. Bloching die Aufgabe der Geschäftsführung. Ende 2008 verließ Markus J. Bloching die Geschäftsführung.
Im Oktober 2007 wurden die ersten ca. 3000 Fische aus dem Nordatlantik von einer dort tätigen Forschungsexpedition des Deutschen Meeresmuseums in einem Kühltransporter nach Stralsund gebracht und in die bereits fertigen Aquarien (Quarantänebecken) gesetzt. Am 13. Dezember 2007 wurde das Richtfest gefeiert.
Die Ausstellungen und Aquarien wurden schließlich am 11. Juli 2008 durch die deutsche Bundeskanzlerin Angela Merkel eröffnet. Die Eröffnung für das Publikum fand am 12. Juli 2008 statt, wobei noch nicht alle Ausstellungen komplett waren; bis zur Fertigstellung aller Aquarien galten ermäßigte Eintrittspreise.
Die Ausstellungen werden laufend erweitert, so wurde auf dem Dach die Pinguinanlage aufgebaut und im Juli 2010 eröffnet.

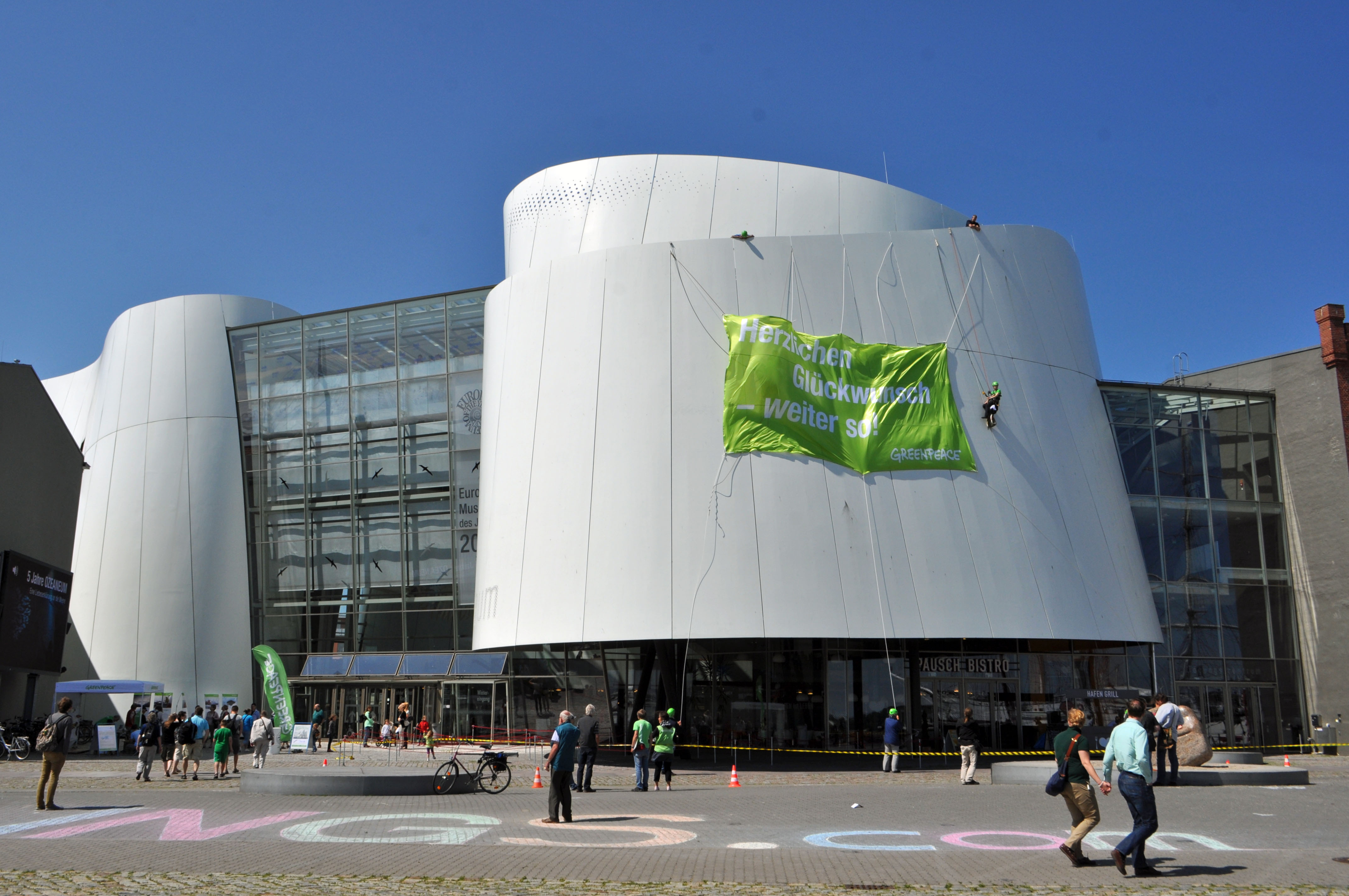
Banner mit Glückwünschen vom Partner der Ausstellung „1:1 Riesen der Meere“, Greenpeace (2013)

Im Juli 2012 wurden Pläne zur Erweiterung des Ozeaneums vorgestellt; ein Erweiterungsbau sollte danach ein Hotel- und Kongresszentrum und ein 15-Millionen-Liter-Becken, in welchem die Tierwelt der Azoren präsentiert werden könnten, beinhalten; für die mögliche Erweiterung sagte die Bundesregierung bei vorliegender Baureife ab 2014 eine finanzielle Unterstützung in Höhe von 15 Millionen Euro zu, die Stadt Stralsund wollte sich mit fünf Millionen Euro beteiligen und darüber hinaus die Grundstücke zur Verfügung stellen. Im Jahr 2013 wurde eine Studie erstellt, die die Wirtschaftlichkeit des Erweiterungsbaus über einen Betriebszeitraum von 20 Jahren betrachtet; im Ergebnis lehnten Bund und Land eine Beteiligung an dem Erweiterungsbau aus finanziellen Erwägungen ab.
Zum 1. Januar 2019 wurde die Ozeaneum Stralsund GmbH in die Stiftung Deutsches Meeresmuseum überführt. Hintergrund ist nach einem Bericht der Ostsee-Zeitung im Dezember 2016, dass das Ozeaneum, das keine öffentlichen Zuschüsse für den Betrieb erhält, wegen Investitionen im Jahr 2021 in die Zahlungsunfähigkeit geraten könnte; damit wäre auch das Deutsche Meeresmuseum als Eigentümer der instandhaltungsintensiven Ozeaneum-Immobilie gefährdet.

### Besucheranzahl
Am 31. Juli 2008, 20 Tage nach Eröffnung, wurde der 100.000ste Besucher begrüßt; der 500.000ste Besucher am 13. November 2008. Im ersten Jahr des Bestehens wurden über 900.000 Besucher gezählt. Am 27. Juli 2009, ein Jahr nach der Eröffnung, wurde der 1.000.000. Besucher begrüßt. Im Oktober 2010 wurde die Zahl von 2.000.000 Besuchern seit Eröffnung erreicht. Im Juli 2012 wurde dann die Zahl von 3.000.000 Besuchern innerhalb von vier Jahren erreicht; zum Jubiläum im Jahr 2013 hatten 3,6 Millionen Besucher die Ausstellungen und Aquarien angesehen. Im April 2016 wurde der fünfmillionste Besucher begrüßt, im November 2017 wurde die Marke von sechs Millionen Besuchen erreicht. Für das Jahr 2019 meldete das Ozeaneum 545.857 Besucher. Nach zwei durch die COVID-19-Pandemie bedingten Rückgängen der Besucherzahlen 2020 und 2021 wurde der achtmillionste Gast im September 2022 begrüßt.
| 2009: 802.540 Besucher |
| 2010: 701.205 Besucher |
| 2011: 649.928 Besucher |
| 2012: 598.711 Besucher |
| 2013: 546.856 Besucher |
| 2014: 523.400 Besucher |

| 2015: 545.874 Besucher |
| 2016: 551.730 Besucher |
| 2017: 561.408 Besucher |
| 2018: 501.644 Besucher |
| 2019: 545 857 Besucher |
| 2020: 273.000 Besucher |

| 2021: 266.000 Besucher |
| 2022:                  |
| 2023: 594.000 Besucher |

## Auszeichnungen
Seit seiner Eröffnung im Jahr 2008 wurde das Ozeaneum u. a. mit folgenden Auszeichnungen und Preisen bedacht:
- International Environmental Award (schwedischer Umweltpreis der Hansestadt Kalmar), 2012
- Unternehmen des Jahres 2011 in Mecklenburg-Vorpommern (Ostdeutscher Sparkassenverband und Superillu), 2011
- Aufnahme im Excellence Club von „The Best in Heritage“, 2011.
- The International Architecture Award 2010 (Chicago Athenaeum – Museum of Architecture and Design), 2010.
- 2. Platz Bauherrenpreis (Arbeitsgemeinschaft Historische Städte), 2010.
- Europäisches Museum des Jahres 2010 (European Museum Forum), 2010
- Auszeichnung als barrierefreie Einrichtung in der Hansestadt Stralsund, 2009.
- red Dot Design Award für Ausstellungsgestaltung, 2009
- Ostsee-Ausstellung wird offizielles Projekt der UN-Dekade für nachhaltige Entwicklung (3. Konferenz der Norddeutschen Partnerschaft zur Unterstützung der UN-Dekade Bildung für Nachhaltigkeit (NUN-Konferenz)), 2009/2010
- Zertifizierung als familienfreundlicher Betrieb (Tourismusverband Mecklenburg-Vorpommern), 2009.
- Trendmarke 2008 (Agentur Causales), 2008.
- Infopunkt Ozeaneum „Ausgewählter Ort 2006“ (Standortinitiative „Deutschland – Land der Ideen“), 2006

## Kritik
Die Organisation PETA forderte im Jahr 2009 wegen der Haltung von Mondfischen Familien dazu auf, das Stralsunder Ozeaneum zu meiden.
Der deutsche Meeresbiologe Robert Marc Lehmann, der von Dezember 2008 bis November 2009 als Teamleiter im Ozeaneum arbeitete, äußerte wiederholt Kritik am Ozeaneum. In seiner Zeit in Stralsund war er an drei Reisen nach Norwegen beteiligt, die zum Fang von Tieren dienten. Lehmann, der sich seitdem gegen den Fang von Wildtieren zur Haltung in Aquarien einsetzt, äußerte im Jahr 2018, dass viele der Tiere vom Fang, Transport und der Eingewöhnung gestresst und geschwächt gewesen seien, so dass sie nicht lange überlebten; überlebende Tiere wären kurze Zeit später im Aquarium gestorben. Eine Sprecherin des Ozeaneums gab im Januar 2023 die Verluste bei Beschaffung und Transport mit „unter zwei Prozent“ an. Nach Lehmanns Angaben sei ein im Jahr 2009 beschaffter Mondfisch „jämmerlich eingegangen“ und Attacken anderer Fische ausgesetzt gewesen. Die Kuratorin des Ozeaneums teilte dazu mit, dass die beiden Mondfische an aus der Natur mitgebrachten Infektionen und Parasiten gestorben seien; seit 2012 hält das Ozeaneum keine Mondfische mehr.